# چارلز گری، اول ارل گری
چارلز گری، اول ارل گری (انگلیسی: Charles Grey, 1st Earl Grey; ۲۳ اکتبر ۱۷۲۹ – ۱۴ نوامبر ۱۸۰۷) فرد نظامی اهل پادشاهی متحد بریتانیای کبیر و ایرلند بود. وی همچنین برندهٔ جوایزی همچون نشان حمام شده‌است.